# Lomatia dentata
Lomatia dentata är en tvåhjärtbladig växtart som först beskrevs av Ruiz & Pav., och fick sitt nu gällande namn av Robert Brown. Lomatia dentata ingår i släktet Lomatia och familjen Proteaceae. Inga underarter finns listade i Catalogue of Life.